# Marie Kapretz
Marie Kapretz (Berlín, 1975) és una política i dissenyadora gràfica. El febrer de 2016 va ser nomenada Delegada del Govern de la Generalitat de Catalunya a Alemanya.

## Biografia

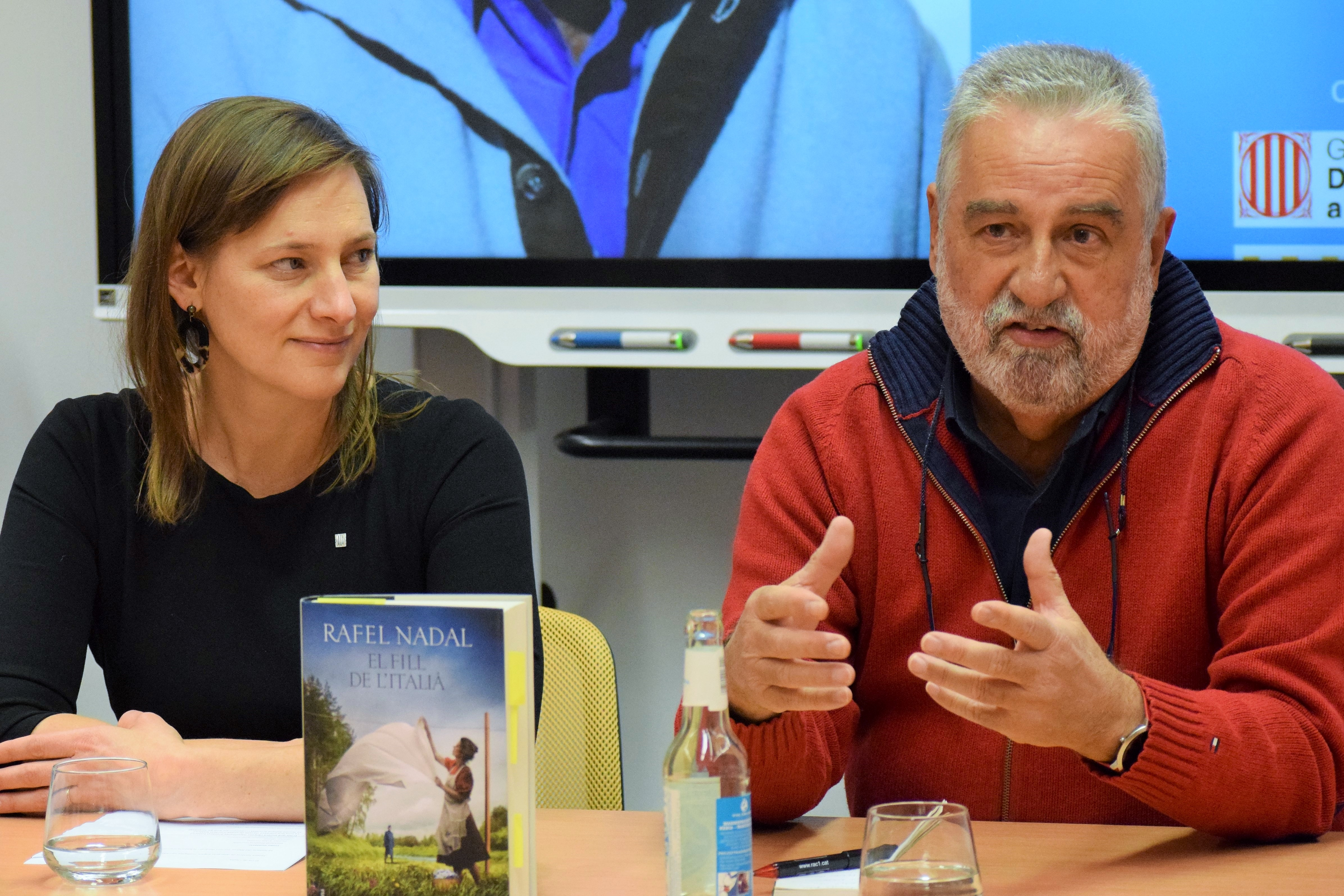
Kapretz amb l'escriptor Rafael Nadal en un acte a la universitat Humboldt de Berlín (2019)

Va néixer a Berlín el 1975, i es va establir a Catalunya el 1994. Fins al 2016 va residir al poble de Cercs (Berguedà). Està casada amb Yorgos Konstantinou i és mare de dos fills.
Pel que fa a la formació, és graduada en Disseny per l'Escola Massana de Barcelona i ha cursat també estudis de Formació Professional en llenguatge visual i gràfic, processos creatius, treball autònom i en equip i treball multidisciplinari. Ha dut a terme formació en Planificació i realització de projectes d'emprenedoria social, en Lideratge estratègic en Organitzacions, Desenvolupament Democràtic i Geopolítica i Governança Global. S'ha implicat en diferents projectes d'emprenedoria social a Catalunya i en l'àmbit internacional, a banda de la seva feina com a dissenyadora gràfica. Ha col·laborat amb diferents publicacions. És vocal del Consell Català del Moviment Europeu, membre d'Òmnium Cultural i de l'Assemblea Nacional Catalana, entitats on ha dut a terme nombroses ponències sobre Catalunya i Alemanya. És membre del Club Pirineu Global pel foment d'exportació i de la Cambra de Comerç de Barcelona. Parla alemany, anglès, català, castellà i grec.
Vinculada al món polític local, va ser regidora a l'oposició de la vila de Cercs. El 2007 es va presentar d'alcadable liderant una llista d'Entesa pel Progrés, marca blanca d'ICV. El 2011 va liderar la llista del CLAM-AM, vinculat a ERC, i va repetir en les eleccions municipals del 2015. Va renunciar al càrrec per motius personals al novembre de 2015. Va ser també consellera comarcal al Consell Comarcal del Berguedà, i va ocupar el 5è lloc a la llista d'ERC-NEC-SÍ per Esquerra Republicana de Catalunya a les Eleccions al Parlament Europeu de 2014. El dijous 4 de febrer de 2016 va prendre possessió del càrrec de Delegada del Govern de la Generalitat de Catalunya a Alemanya, amb seu a Berlín, substituint Mar Ortega.
Amb l'aplicació de l'article 155 per part del govern de Mariano Rajoy a l'octubre de 2017, les delegacions catalanes a l'exterior foren clausurades, essent Krapretz destituïda del seu càrrec. Vuit mesos més tard, un decret del nou govern de Catalunya aprovat el juny de 2018 permetia reobrir altre cop les delegacions. El 19 de setembre, el Conseller d'Acció Exterior, Relacions Institucionals i Transparència, Ernest Maragall, es plantava a Berlín per presidir l'acte d'inauguració de la delegació a Berlín, que fou la primera en reobrir. Marie Kapretz fou així restituïda al seu càrrec.
Durant l'obligada estada a Alemanya del president a l'exili Carles Puigdemont, entre març i juliol de 2018, Kapretz va destacar pel seu compromís amb el president i el procés independentista català, malgrat haver perdut el seu càrrec institucional. Aquest fet li va valer el premi "Josep Maria Batista i Roca – Memorial Enric Garriga Trullols", que l'Institut de Projecció Exterior de la Cultura Catalana li va atorgar per la seva tasca a favor del manteniment de la presència catalana en el món. L'acte cerimonial d'entrega del premi tingué lloc el novembre de 2018 al Parlament de Catalunya.